# Окиепо Инфериоре
Окиѐпо Инферио̀ре (на италиански: Occhieppo Inferiore; на пиемонтски: Ij Cep 'd Sota, Ий Чеп ъд Сота) е малко градче и община в Северна Италия, провинция Биела, регион Пиемонт. Разположено е на 416 m надморска височина. Населението на общината е 4006 души (към 2010 г.).